# Nod-sur-Seine
 Nod-sur-Seine  là một xã ở tỉnh Côte-d’Or trong vùng Bourgogne-Franche-Comté, phía đông nước Pháp. Khu vực này có độ cao trung bình 256 mét trên mực nước biển.